# Gnorimella maculosa
Gnorimella maculosa är en skalbaggsart som beskrevs av August Wilhelm Knoch 1801. Gnorimella maculosa ingår i släktet Gnorimella och familjen Cetoniidae. Inga underarter finns listade i Catalogue of Life.

## Bildgalleri

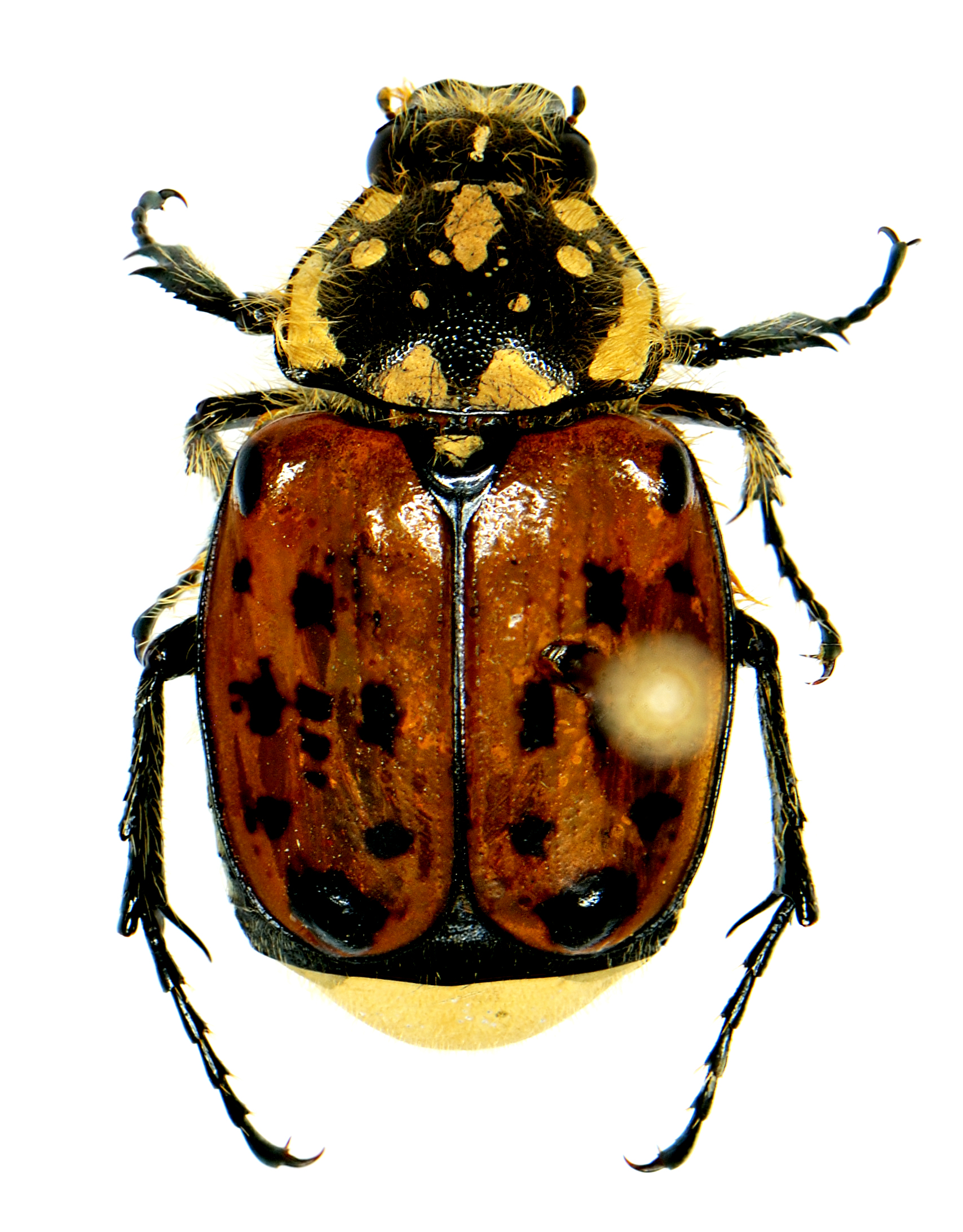